# Урунбаев, Камиль
Камиль Урунбаев (узб. Komil O'rinboyev, 7 сентября 1976, Бостанлыкский район, Ташкентская область, Узбекская ССР, СССР) — узбекистанский горнолыжник. Участник зимних Олимпийских игр 1998 и 2002 годов.

## Биография
Камиль Урунбаев родился 7 сентября 1976 года в Бостанлыкском районе Ташкентской области.
Выступал в горнолыжном спорте.
В 1998 году вошёл в состав сборной Узбекистана на зимних Олимпийских играх в Нагано. Участвовал в слаломе. В первом заезде показал 35-й результат — 1 минута 9,55 секунды, во втором заезде стал 28-м — 1.09,30. По сумме двух заездов (2.18,85) занял 28-е место среди 50 участников, уступив 29,54 секунды чемпиону — норвежцу Хансу Петтеру Буросу.
В 2002 году вошёл в состав сборной Узбекистана на зимних Олимпийских играх в Солт-Лейк-Сити. Участвовал в слаломе. В первом заезде показал 49-й результат — 1.04,09, а второй не завершил и остался без места в итоговом протоколе.
Урунбаев был знаменосцем сборной Узбекистана на церемониях открытия обеих Олимпиад. Кроме того, он — первый узбекистанский горнолыжник, выступавший на Олимпийских играх: в 1994 году в Лиллехаммере республика была представлена только в фигурном катании и фристайле.
В 1999 году участвовал в зимних Азиатских играх в Канвондо, где занял 7-е место в слаломе (2.05,12) и уступил 10,12 секунды победителю — южнокорейцу Хо Сынуку. В слаломе-супергиганте занял 8-е место (1.33,99), отстав на 7,16 секунды от также выигравшего эту дисциплину Хо Сынука. Кроме того, выступал в гигантском слаломе, но не закончил второй заезд и остался без места.